# Morgan J. Freeman
Morgan J. Freeman (Long Beach, 5 de diciembre de 1969) es un director de cine estadounidense. Su primer largometraje, Hurricane Streets, ganó tres premios en el Festival de Cine de Sundance en 1997.

## Primeros años
Nació y creció en Long Beach, California, el 5 de diciembre de 1969. Comenzó a hacer películas cuando era adolescente, basándose en la serie de televisión Miami Vice.
Asistió a la Universidad de California en Santa Bárbara, donde trabajó para el periódico del campus, el Daily Nexus. Mientras trabajaba para el Daily Nexus, su artículo titulado "Violence, arson continue in L.A." ganó el premio Collegiate Gold Circle Award de la Columbia Scholastic Press Association en 1993 por redacción de noticias y el tercer lugar en los premios de prensa intercolegial de California. Se graduó en 1992 con una licenciatura en estudios de cine.
Pasó el año siguiente en Ámsterdam, trabajando para Why Not Productions y estudiando teoría cinematográfica en la Sorbona. Posteriormente ingresó al programa de posgrado de cine de la Universidad de Nueva York (NYU), donde se graduó con un MFA en 1996.

## Carrera

### Carrera temprana yHurricane Streets
Durante el verano de 1994, mientras todavía estaba matriculado en NYU, conoció a Todd Solondz mientras realizaba una pasantía. Solondz contrató a Morgan para trabajar en el equipo de su próxima película, Welcome to the Dollhouse, donde fue ascendido de asistente de producción a segundo asistente de dirección. La película ganó el Gran Premio del Jurado de Drama del Festival de Cine de Sundance de 1996, pero lo más importante para Freeman fue que durante esta época se hizo amigo del actor Brendan Sexton III, la futura estrella de Hurricane Streets.
Hurricane Streets sirvió como tesis de Freeman en la Universidad de Nueva York, en contra de las instrucciones de evitar el uso de largometrajes. El personaje de Sexton III de Welcome to the Dollhouse inspiró a Freeman a escribir Hurricane Streets, que originalmente quería llamar Hurricane pero no pudo debido a la cercanía con la película de Denzel Washington The Hurricane.
Presentó su tesis en el Festival de Cine de Sundance, donde se convirtió en la primera película en ganar tres importantes honores en el Festival de Cine de Sundance de 1997: Premio del Público Dramático, Premio a la Dirección Dramática, Premio a la Excelencia en Cinematografía Dramática. La película fue comprada por MGM en Sundance.

### Otros proyectos cinematográficos
Tras el éxito crítico de Hurricane Streets, Freeman escribió y dirigió Desert Blue. La película fue distribuida por Samuel Goldwyn Company y reunió nuevamente a Freeman con Brendan Sexton III. La película fue protagonizada por Christina Ricci, Casey Affleck, Ethan Suplee, Peter Sarsgaard y Kate Hudson (en su debut cinematográfico).
En 2000, escribió y dirigió The Cherry Picker para Showtime, protagonizada por Janeane Garofalo. Dirigió varios videos musicales, incluidos dos para la exitosa banda indie Rilo Kiley, y dirigió el éxito adolescente Dawson's Creek para The WB. En 2001, Freeman dirigió American Psycho 2 para Lions Gate Entertainment. En 2003, dirigió el largometraje independiente Piggy Banks, protagonizado por Gabriel Mann, Kelli Garner y Tom Sizemore.
Just Like the Son se estrenó con gran éxito de crítica y audiencia en el Festival de Cine de Tribeca de 2006, y ganó el Premio Alice Nella Citta a Mejor Largometraje en su debut europeo en Italia en el Festival de Cine de Roma de 2006. La película está protagonizada por Mark Webber, Brendan Sexton III y Rosie Perez.

### Proyectos de televisión
Freeman produjo el reality show de MTV Laguna Beach: The Real Orange County. En 2007, creó y fue productor ejecutivo de la serie de televisión Maui Fever, otra serie de telerrealidad de MTV. También produjo los reality shows de MTV 16 and Pregnant, Teen Mom y Teen Mom 2.